# Längenmaß
Unter einem Längenmaß oder genauer einer Längenmaßeinheit versteht man eine Maßeinheit für die Länge. Das Längenmaß dient zur Messung oder Angabe der Länge einer Strecke oder Linie in einer Dimension, oder eines Abstands (Entfernung, Distanz) zur Angabe der Abmessung. Als Längenmaß („Maßstab“) wird jedoch auch die Verkörperung einer bestimmten Länge bezeichnet, vor allem, wenn sie dem Vergleich mehrerer Längen dienen soll.

## Meter
Unter mehreren international genormten Maßeinheiten der Länge hat der Meter als Basiseinheit im Internationalen Einheitensystem (SI) herausragende Bedeutung und ist in den meisten Staaten gesetzliche Maßeinheit. Der Meter ist definiert über die Lichtgeschwindigkeit im Vakuum. Durch die Vorsätze für Maßeinheiten wird angegeben, mit welchem Faktor der Meter zu multiplizieren ist.

## Vergleich
In manchen Fachgebieten und Kulturräumen waren – und sind zum Teil noch heute – weitere Einheiten in Gebrauch, beispielsweise:
| Einheit | Zeichen                     | Meter | Definition | Benutzungszeit | Benutzungszeit | Verwendungsbereich |
| Einheit | Zeichen                     | Meter | Definition | von            | bis            | Verwendungsbereich |
| --- | --------------------------- | --- | --- | -------------- | -------------- | --- |
| Parsec | pc                          | ca. 30.856.776.000.000.000 | Entfernung eines Sterns, der eine jährliche Parallaxe von genau einer Bogensekunde aufweist |                | heute          | Astronomie |
| Lichtjahr engl. light year | Lj ly lyr                   | ca. 09.454.254.955.488.000 | Der Weg, den Licht im Vakuum in einem julianischen Jahr zurücklegt |                | heute          | Astronomie |
| Astronomische Einheit engl. astronomical unit | AE AU                       | ca. 00.000.149.597.870.700 | mittlere Distanz Erde–Sonne |                | heute          | Astronomie |
| Lichtsekunde | Ls                          | ca. 00.000.000.299.792.458 | Der Weg, den Licht im Vakuum in einer Sekunde zurücklegt |                |                | |
| Tagesreise stathmos (σταθμός) |                             | 15.000–40.000 ca. 00.000.000.000.025.000 | |                |                | antikes Griechenland |
| Schoinos (σχοῖνος) |                             | ca. 000.00.000.000.010.656 | 60 Stadion (στάδιον) |                |                | antikes Griechenland |
| BERU/Iteru |                             | ca. 00.000.000.000.010.500 | 6 SAR/20.000 Meh |                |                | |
| Poronkusema |                             | ca. 00.000.000.000.007.500 | |                |                | Finnland |
| Milja (russische Meile) |                             | ca. 00.000.000.000.007.467,6 | 7 Werst |                |                | Russland |
| Parasanges (παρασάγγης) |                             | ca. 00.000.000.000.005.328 | 30 Stadion (στάδιον) |                |                | antikes Griechenland |
| Rasta (Einheit) |                             | ca. 00.000.000.000.004.800 ca. 00.000.000.000.004.900 | 2⁄3 einer geografischen Meile |                |                | (germanisches Längenmaß) |
| Legue=Meile Postleuge metrische Leuge Guatemala-Legue Mexikanische Leuge Landleuge lieue commune Paraguay-Leuge Chilenische Legua nautical league légua nova Bolivianische Legua Legua argentina Uruguay-Legue Venezuela-Legue portugal-Legua Ecuador-Legua Preußen-leuge Honduras-Legue Seeleuge Spanische Legua Kolumbien-Legua Peruanische Legue Legua antigua Légua brasilianische Legua légua antiga Legua nueva |                             | ca. 00.000.000.000.003.898 ca. 00.000.000.000.004.000 ca. 00.000.000.000.004.000 ca. 00.000.000.000.004.190 ca. 00.000.000.000.004.444,8 ca. 00.000.000.000.004.452,2 ca. 00.000.000.000.004.513 ca. 00.000.000.000.004.513 ca. 00.000.000.000.004.828,032 ca. 00.000.000.000.005.000 ca. 00.000.000.000.005.196 oder 5.200 ca. 00.000.000.000.005.152 ca. 00.000.000.000.005.154 ca. 00.000.000.000.005.370 ca. 00.000.000.000.005.500 ca. 00.000.000.000.005.510 ca. 00.000.000.000.005.532,5 ca. 00.000.000.000.005.540 ca. 00.000.000.000.005.556 ca. 00.000.000.000.005.570 ca. 00.000.000.000.005.572 ca. 00.000.000.000.005.572,7 ca. 00.000.000.000.005.572,7 ca. 00.000.000.000.005.590 ca. 00.000.000.000.005.600 ca. 00.000.000.000.006.197 ca. 00.000.000.000.006.687,24 | 2000 Körperlängen 2500 Tresas 5000 Varas 1/25° eines Längenkreises 36 Cuadros 5400 Varas 3 Miles 40 Ladres 6000 Varas 1⁄20° eines Längenkreises oder 3 nautischen Meilen 3 Millas 20.000 Fuß 3 Millas oder 15.000 Fuß 5000 Varas oder 2500 Bracas 3 Milhas oder 24 Estadios 8000 Varas |                |                | Frankreich Weltweit Guatemala Mexiko Weltweit Frankreich Paraguay Chile, Guatemala, Haiti angloamerikanisches Maßsystem Portugal Bolivien Argentinien, Buenos Aires Uruguay Venezuela Portugal Ecuador Preußen Honduras Weltweit Spanien, Chile Kolumbien Peru Spanien Brasilien Portugal Spanien |
| dolikhos (δόλιχος) |                             | ca. 00.000.000.000.002.131,2 | 6 diaulos (δίαυλος) |                |                | antikes Griechenland |
| alg. Seemeile Englische Seemeile | nm, NM, sm nm (adm), sm     | ca. 00.000.000.000.001.852 ca. 00.000.000.000.001.853,184 | 6076,12 feet (1′ Breitendifferenz) 6080 Fuß; 2000 Yards; 10 Cables; 1000 Fathoms |                | heute          | Navigation; angloamerikanisches Maßsystem |
| SAR |                             | ca. 00.000.000.000.001.800 | 6 NER; 3600 Mesopotamische Ellen |                |                | Mesopotamien |
| Statute Mile (terrestrische Meile) |                             | ca. 00.000.000.000.001.609,344 | 8 furlongs; 1760 yards |                | heute          | Angloamerikanisches Maßsystem |
| Meile engl. mile | mi                          | ca. 00.000.000.000.001.482 ca. 00.000.000.000.011.299 | |                |                | |
| Werst |                             | ca. 00.000.000.000.001.066,78 | 500 Saschen |                |                | Russland |
| Kilometer | km                          | ca. 00.000.000.000.001.000 | 103 m | 1800           | heute          | |
| Sabbatweg |                             | ca. 00.000.000.000.000.900 | 2000 Ellen |                |                | Judentum |
| 市里 (Li) |                             | ca. 00.000.000.000.000.500 | 15 引 (yin) | 1900           | heute          | China |
| diaulos (δίαυλος) |                             | ca. 00.000.000.000.000.355,2 | 2 Stadion (στάδιον); 1200 pous (πούς); 12 plethron (πλέθρον) |                |                | antikes Griechenland |
| Danna (NER) |                             | ca. 00.000.000.000.000.300 | 10 UŠ |                |                | Mesopotamien |
| Furlong | fur.                        | ca. 00.000.000.000.000.201,168 | 10 G's Ch.; 1⁄8 Statute Mile; 40 rod. |                |                | angloamerikanisches Maßsystem |
| Cable | cbl.                        | ca. 00.000.000.000.000.185,318 4 | 1⁄10 sea mile; 100 Fathoms; 200 Yards |                |                | angloamerikanisches Maßsystem |
| Stadion (στάδιον) |                             | ca. ca. 00.000.000.000.177,6 | 600 pous (πούς) |                |                | antikes Griechenland |
| Hektometer | hm                          | ca. 00.000.000.000.000.100 | 102 m | 1800           | heute          | |
| 引 (yin) |                             | ca. 00.000.000.000.000.033,3 | 10 市丈 (zhang); 100⁄3 m | 1900           | heute          | China |
| UŠ |                             | ca. 00.000.000.000.000.030 | 10 Rohr |                |                | Mesopotamien |
| plethron (πλέθρον) |                             | ca. 00.000.000.000.000.029,6 | 100 pous (πούς) |                |                | antikes Griechenland |
| shackle (UK), shot (US) |                             | ca. 00.000.000.000.000.027,432 | 15 Fathoms; 30 Yards; 90 feet; 1080 inches |                |                | angloamerikanisches Maßsystem (veraltete Einheit) |
| Ramsden's Chain Gunter's Chain | (R's)ch. (G's)ch.           | ca. 00.000.000.000.000.030,48 ca. 00.000.000.000.000.020,116 8 | 5 rope 11 Fathoms; 4 rods |                |                | angloamerikanisches Maßsystem (veraltet) |
| Dekameter | dam                         | ca. 00.000.000.000.000.010 | 101 m | 1800           | heute          | |
| perche (Rute) |                             | ca. 00.000.000.000.000.007,146 47 | 1 perce = 22 pieds (Pariser Fuß) |                |                | Altfranzösisches Maßsystem |
| Aurura Plethron |                             | ca. 00.000.000.000.000.005,92 | 20 pous (πούς) |                |                | antikes Griechenland |
| rod (Rute) | rd., p.                     | ca. 00.000.000.000.000.005,029 2 | 198 inches; 11 Cubits; 25 links |                |                | angloamerikanisches Maßsystem (Landwirtschaft) |
| Rute | R.                          | ca. 00.000.000.000.000.003 bis 9 | regional unterschiedlich, meistens zwischen 4 und 6 Meter |                |                | landwirtschaftliche Längenmaß |
| 市丈 (zhang) |                             | ca. 00.000.000.000.000.003,3 | 2 步 (bu); 10⁄3 m | 1900           | heute          | China |
| Rohr |                             | ca. 00.000.000.000.000.003 | 6 Mesopotamische Ellen; 1⁄10 UŠ |                |                | Mesopotamien |
| Baa |                             | ca. 00.000.000.000.000.003 | 4 Dira Macmen |                |                | Ägypten |
| akaina (ἄκαινα) |                             | ca. 00.000.000.000.000.002,96 | 10 pous (πούς) |                |                | antikes Griechenland |
| Saschen |                             | ca. 00.000.000.000.000.002,133 56 | 3 Arschin |                |                | Russland |
| toise |                             | ca. 00.000.000.000.000.001,949 04 | 1 toise = 6 pieds (Pariser Fuß) |                |                | Altfranzösisches Maßsystem |
| Klafter orguia (ὄργυια) |                             | ca. 00.000.000.000.000.001,9 ca. 00.000.000.000.000.001,776 | ausgestreckte Männerarme 6 pous (πούς) |                |                | antikes Griechenland |
| Faden/Fathom | fm., fth.                   | ca. 00.000.000.000.000.001,828 8 | 6 feet; 2 Yards; 4 Cubits; 72 inches |                |                | angloamerikanisches Maßsystem |
| Doppelschritt |                             | ca. 00.000.000.000.000.001,4 bis 1,6 | |                |                | |
| 步 (bu) |                             | ca. 00.000.000.000.000.001,6 | 5 市尺 (chi); 10⁄6 m | 1900           | heute          | China |
| Hartan | ht                          | ca. 00.000.000.000.000.001,66 | 1 Hartan; 10⁄6 m |                | heute          | Unstrut-Hainich-Kreis |
| khulon |                             | ca. 00.000.000.000.000.001,332 | 9⁄2 pous (πούς) |                |                | antikes Griechenland |
| Meter | m                           | ca. 00.000.000.000.000.001 | über Lichtgeschwindigkeit im Vakuum in 1⁄299 792 458 Sekunde | 1800           | heute          | |
| Yard | yd                          | ca. 00.000.000.000.000.000,914 4 | 1 yard = 3 feet = 36 inches |                | heute          | angloamerikanisches Maßsystem; USA |
| Arschin |                             | ca. 00.000.000.000.000.000,711 2 | 2 Stopa; 28 Zoll |                |                | Russland |
| Schritt bema (βῆμα) |                             | ca. 00.000.000.000.000.000,71 ca. 00.000.000.000.000.000,75 ca. 00.000.000.000.000.000,74 | 5⁄2 pous (πούς) |                |                | angloamerikanisches Maßsystem (veraltete Einheit) antikes Griechenland |
| Große-Elle |                             | ca. 00.000.000.000.000.000,52 | |                |                | |
| Elle Meh kù ammatu pechus (πῆχυς) |                             | ca. 00.000.000.000.000.000,45 bis 1,713 ca. 00.000.000.000.000.000,524 ca. 00.000.000.000.000.000,518 5 ca. 00.000.000.000.000.000,484 ca. 00.000.000.000.000.000,444 | regional stark schwankend 3⁄2 pous (πούς) |                |                | Altägypten Sumer Akkad antikes Griechenland |
| Stopa |                             | ca. 00.000.000.000.000.000,3556 | 2 Tschetwert; 1⁄2 Arschin |                |                | Russland |
| pygon (πυγών) |                             | ca. 00.000.000.000.000.000,37 | 5⁄4 pous (πούς) |                |                | antikes Griechenland |
| 市尺 (chi) |                             | ca. 00.000.000.000.000.000,3 | 10 市寸 (cun); 1⁄3 m | 1900           | heute          | China |
| Pygme (πυγμή) |                             | ca. 00.000.000.000.000.000,333 | 18 daktylos (δάκτυλος) |                |                | antikes Griechenland |
| Fuß, Schuh |                             | ca. 00.000.000.000.000.000,25 bis 0,35 | 1 Fuß oder Schuh = 12 Zoll = 16 Digit (Fingerbreiten) |                |                | weit verbreitet, historisch an vielen Orten unabhängig definiert als Länges eines menschlichen Fußes oder Schuhes. |
| Pariser Fuß frz. pied de roi = Königsfuß |                             | ca. 00.000.000.000.000.000,324 8 | 1 pied = 12 pouce = 144 ligne |                |                | Vormetrisches Längenmaß in Frankreich, bis ins 19. Jahrhundert Referenzmaß für viele regionale Längenmaße in Europa. |
| Fuß engl. foot, feet | ft                          | ca. 00.000.000.000.000.000,304 8 | 1 foot = 12 inches = 144 lines |                |                | angloamerikanisches Maßsystem Seit 1980 globales Höhenmaß in der Luftfahrt (entgegen SI-Konvention) |
| pous (πούς) sumerischer Fuß |                             | ca. 00.000.000.000.000.000,264 6 | Fuß des sumerischen Herrschers Gudea von Lagasch 2575 v. Chr. |                |                | ehemals am Fuß des jeweiligen Königs gemessen |
| Spanne spithame (σπιθαμή) |                             | ca. 00.000.000.000.000.000,23 ca. 00.000.000.000.000.000,222 | halbe Elle 3⁄4 pous (πούς) |                |                | angloamerikanisches Maßsystem (veraltete Einheit) antikes Griechenland |
| Link | li., l., lnk.               | ca. 00.000.000.000.000.000,201 168 | 1⁄25 rod = 11⁄50 yard |                |                | angloamerikanisches Maßsystem |
| Tschetwert |                             | ca. 00.000.000.000.000.000,177 8 | 1⁄4 Arschin; 4 Werschok |                |                | Russland |
| dikhasis (δίχασις) |                             | ca. 00.000.000.000.000.000,148 | 1⁄2 pous (πούς) |                |                | antikes Griechenland |
| Dezimeter | dm                          | ca. 00.000.000.000.000.000,1 | 10−1 m | 1800           | heute          | |
| Handbreite palaiste (παλαιστή) |                             | ca. 00.000.000.000.000.000,08 ca. 00.000.000.000.000.000,074 | 1⁄3 Spanne 1⁄4 pous (πούς) |                |                | angloamerikanisches Maßsystem Griechenland |
| Werschok |                             | ca. 00.000.000.000.000.000,044 45 | 1,75 Djuim |                |                | Russland |
| Kondulos (κόνδυλος) |                             | ca. 00.000.000.000.000.000,037 | 1⁄8 pous (πούς) |                |                | antikes Griechenland |
| 市寸 (cun) |                             | ca. 00.000.000.000.000.000,03 | 10 市分 (fen); 1⁄30 m | 1900           | heute          | China |
| Sun | sun                         | ca. 00.000.000.000.000.000,03 | 1⁄33 m |                |                | Japan |
| pouce (Pariser Zoll) | ''                          | ca. 00.000.000.000.000.000,027 07 | 1 pouce = 12 ligne (Pariser Linien) = 1⁄12 pied (Pariser Fuß) |                |                | Altfranzösisches Maßsystem |
| Djuim |                             | ca. 00.000.000.000.000.000,025 4 | 1 Zoll; 10 Linija |                |                | Russland |
| Zoll (engl. inch) | in ″                        | ca. 00.000.000.000.000.000,025 4 | |                | heute          | angloamerikanisches Maßsystem; USA |
| Fingerbreite Ubanu / daktylos (δάκτυλος) |                             | ca. 00.000.000.000.000.000,022 225 ca. 00.000.000.000.000.000,0185 | 1/4 angloamerikanische Handbreite; 7⁄8 inch 1/16 Mesopotamischer Fuß bzw. pous (πούς) |                |                | angloamerikanisches Maßsystem (veraltete Einheit) Mesopotamien |
| Zentimeter | cm                          | ca. 00.000.000.000.000.000,01 | 10−2 m | 1800           | heute          | |
| Teilungseinheit | TE                          | ca. 00.000.000.000.000.000,018 ca. 00.000.000.000.000.000,005 08 | |                |                | Schaltschrankbau Elektronikbaugruppen |
| Linija (russische Linie) |                             | ca. 00.000.000.000.000.000,002 54 | 10 Totschka |                |                | Russland |
| Stich |                             | ca. 00.000.000.000.000.000,006 | 2⁄3 cm |                |                | Schuhbranche, hier französischer Stich |
| 市分 (fen) |                             | ca. 00.000.000.000.000.000,003 | 10 市厘 (li); 1⁄300 m | 1900           | heute          | China |
| Še (Gerstenkorn) |                             | ca. 00.000.000.000.000.000,003 1 | 6 Mesopotamische Fingerbreiten |                |                | Mesopotamien |
| Pariser Linie | '''                         | ca. 00.000.000.000.000.000,002 255 8 | 1⁄144 vom Pariser Fuß (32,47 cm) |                |                | Altfranzösisches Maßsystem heute noch in der Uhrentechnik und für Teilung von Libellen |
| Line | ln.                         | ca. 00.000.000.000.000.000,002 116 | 1⁄12 inch |                |                | angloamerikanisches Maßsystem |
| (shoe) iron |                             | ca. 00.000.000.000.000.000,000 529 16 | 1⁄48 inch |                |                | (dickes) Leder; angloamerikanisches Maßsystem |
| (shoe) ounce |                             | ca. 00.000.000.000.000.000,000 396 875 | 1⁄64 inch |                |                | (feines) Leder; angloamerikanisches Maßsystem |
| Calibre | cal.                        | ca. 00.000.000.000.000.000,000 254 | 1⁄100 inch |                |                | Militär; angloamerikanisches Maßsystem |
| Millimeter | mm                          | ca. 00.000.000.000.000.000,001 | 10−3 m | 1800           | heute          | |
| Punkt | P p pt                      | ca. 00.000.000.000.000.000,000 375 ca. 00.000.000.000.000.000,000 376 065 ca. 00.000.000.000.000.000,000 352 7 | 1⁄72 inch |                |                | Druckereigewerbe angloamerikanisches Maßsystem |
| Charrière 市厘 (li) | CH                          | ca. 00.000.000.000.000.000,000 3 | 1⁄3 mm 1⁄3 mm; 10 毫 (hao) |                |                | Medizintechnik China |
| Totschka |                             | ca. 00.000.000.000.000.000,000 254 | 1⁄10 Linija |                |                | Russland |
| 毫 (hao) |                             | ca. 00.000.000.000.000.000,000 03 | 10 丝 (si); 1⁄30 mm | 1900           | heute          | China |
| Thou (thousandth of an inch) oder mil/milli-inch | mil/Thou                    | ca. 00.000.000.000.000.000,000 025 4 | 1000 Thou = 1 in |                |                | Elektronik, Verwechslungsgefahr mit Mil (angloamerikanisches Maßsystem) |
| 丝 (si) |                             | ca. 00.000.000.000.000.000,000 003 | 10 忽 (hu); 1⁄300 mm | 1900           | heute          | China |
| Mikrometer | µm                          | ca. 00.000.000.000.000.000,000 001 | 10−6 m | 1800           | heute          | |
| 忽 (hu) |                             | ca. 00.000.000.000.000.000.000 000 3 | 1⁄3 µm | 1900           | heute          | China |
| Nanometer | nm                          | ca. 00.000.000.000.000.000,000 000 001 | 10−9 m | 1800           | heute          | |
| Ångström | Å                           | ca. 00.000.000.000.000.000,000 000 1 | 10−10 m | 1965           |                | Angabe des Atomradius |
| Twip | twp.                        | ca. 00.000.000.000.000.000,000 017 638 | 1⁄1440 inch; 1⁄20 point |                |                | angloamerikanisches Maßsystem |
| X-Einheit |                             | ca. 00.000.000.000.000.000,000 000 1 | 10−13 m | 1925           | 1965           | Röntgen |
| Planck-Länge | {\displaystyle l_{\rm {P}}} | ca. 00.000.000.000.000.001,616 199 × 10−35 | Grenze der widerspruchsfreien Anwendbarkeit der bekannten Gesetze der Physik | 1930           | heute          | Stringtheorien, Schleifenquantengravitation |

Legende: SI-Einheiten − Angloamerikanische Einheiten (ohne heute veraltete Einheiten) − Altfranzösische Einheiten – Altrussische Einheiten
Die auf dem Inch (″) basierenden Einheiten Fuß (ft), Yard usw. (angloamerikanisches Maßsystem), die in der Beziehung zum Meter genormt sind, werden weiter im täglichen Leben in den USA sowie generell in der Elektronik verwendet. Die Wissenschaft ist schon längst zu dem metrischen Einheitensystem übergegangen.
Die chinesischen Längeneinheiten wurden Anfang des 20. Jahrhunderts in Bezug auf die SI-Einheiten neu definiert.
In Kanton gab es vier verschiedene Fuß-Maße:
- Fuß des mathematischen Tribunals = 0,3 m
- Baufuß (Congpu) = 0,3228 m
- Schneider- oder Kaufmannsfuß = 0,3383 m
- Ingenieurfuß = 0,3211 m